# 박헌욱
박헌욱(朴憲昱, 1993년 4월 11일 ~ )은 전 KBO 리그 NC 다이노스의 외야수이다.

## NC 다이노스시절
2012년 신인 드래프트를 통해 7라운드 9번(전체지명 68위)으로 지명됐으며 팀에 입단 후 외야수로 전향했다.
2012년 시즌은 퓨처스리그에서 보냈고, 2013년 4월 2일 롯데전에서 대주자로 교체되며 데뷔 첫 경기를 치렀다. 다음 날인 2013년 4월 3일 롯데전에서 3루 대주자로 기용됐지만 이현곤의 외야 플라이 때 김문호의 송구와 포수 용덕한의 블로킹으로 인해 홈에서 태그 아웃됐다. 경기 후 1군에서 말소됐다.

## 출신 학교
- 무학초등학교
- 마산동중학교
- 마산용마고등학교

## 통산 기록
| 연도 | 팀명  | 타율  | 경기 | 타수 | 득점 | 안타 | 2루타 | 3루타 | 홈런 | 루타 | 타점 | 도루 | 도실 | 볼넷 | 사구 | 삼진 | 병살 | 실책 |
| ---- | ----- | ----- | ---- | ---- | ---- | ---- | ----- | ----- | ---- | ---- | ---- | ---- | ---- | ---- | ---- | ---- | ---- | ---- |
| 2013 | NC    | -     | 2    | 0    | 0    | 0    | 0     | 0     | 0    | 0    | 0    | 0    | 0    | 0    | 0    | 0    | 0    | 0    |
| 2018 | NC    | 0.273 | 10   | 22   | 1    | 6    | 2     | 0     | 1    | 11   | 3    | 1    | 0    | 1    | 0    | 5    | 1    | 1    |
| 2019 | NC    | 0.111 | 6    | 9    | 0    | 1    | 1     | 0     | 0    | 2    | 1    | 0    | 0    | 0    | 0    | 5    | 1    | 0    |
| 통산 | 3시즌 | 0.226 | 18   | 31   | 1    | 7    | 3     | 0     | 1    | 13   | 4    | 1    | 0    | 1    | 0    | 10   | 2    | 1    |